# 弗里德里希·冯·贝克-勒日科夫斯基
弗里德里希·冯·贝克-里齐科夫斯基（1830年3月21日—1920年3月9日），奥匈帝国伯爵、陆军大将，他有时也被称为弗里德里希·贝克。他于1881年至1906年长达25年的时间里一直担任奥匈帝国军队参谋总长。
贝克出生于巴登大公国的弗赖堡，他在1848年加入奥地利帝国陆军，并于马真塔战役期间担任步兵师的参谋长。之后他在1863年被皇帝弗朗茨·约瑟夫一世任命为他的私人副官，他担任这一职务直到1881年晋升为全军参谋总长，他在任内赢得了皇帝的高度信任。
他灵活地运用了参谋总长的广泛权限，作为弗朗茨·约瑟夫一世的亲信重臣他不仅对军事事务拥有极大的发言权，而且还经常在重要的政治和人事问题上发挥着巨大影响力。他清晰的思维判断以及丰富的经验使他能够从纯粹客观的角度看待人和事物，他也因此在整个君主制末期享有盛誉。1906年，他从参谋总长任上退休后转任皇家禁卫军司令。

## 延伸阅读
- This article incorporates text from a publication now in the public domain: Moritz Auffenberg-Komarow (1922). "Beck, Friedrich, Count". In Chisholm, Hugh (ed.). Encyclopædia Britannica (12th ed.). London & New York: The Encyclopædia Britannica Company.
- Scott W. Lackey. The Rebirth of the Habsburg Army: Friedrich Beck and the Rise of the General Staff. Greenwood, 1995.

| 军职                      | 军职                           | 军职                      |
| ------------------------- | ------------------------------ | ------------------------- |
| 前任： 安东·冯·舍恩菲尔德 | 奥匈帝国军队参谋总长 1881–1906 | 繼任： 康拉德·冯·赫岑多夫 |